# مشط الريح
"مشط الريح" (بالباسك: Haizearen orrazia XV، بالإسبانية: Peine del Viento XV) هو مجموعة من ثلاث تماثيل لإدواردو كيليدا تم تنظيمها كعمل معماري بواسطة المهندس المعماري الباسك لويس بينيا غانشيغي. إنها واحدة من أهم وأشهر أعمالهما.
يقع "مشط الرياح" في الطرف الغربي لخليج لا كونشا، في نهاية شاطئ أونداريتا، في بلدية سان سيباستيان، في إقليم غيبوثكوا، في إقليم الباسك في إسبانيا. يتألف المشروع من ثلاث تماثيل فولاذية ضخمة لتشيليدا، يبلغ وزن كل منها 10 طن، والتي تم تضمينها في صخور طبيعية تتصاعد من بحر قنطبرية. تم الانتهاء من العمل في عام 1976، وبالإضافة إلى التماثيل، تم إنشاء منطقة مشاهدة على الساحل القريب تشمل "فتحات النفخ"، أو المخرجات المدفوعة بالموجات للهواء والماء.

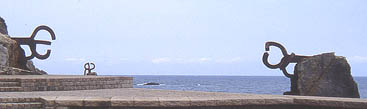
مشط الريح

| الفنان:            | إدواردو كيليدا                                                                        |
| الوسيط:            | فولاذ                                                                                 |
| الموقع:            | سان سيباستيان، غيبوثكوا، إسبانيا 43°19′18.39″N 2°0′20.41″W / 43.3217750°N 2.0056694°W |
| الموقع الإلكتروني: | https://turismo.euskadi.eus/es/patrimonio-cultural/peine-del-viento/aa30-12375/es/    |